# Ямато (провинция)
Провинция Ямато (яп. 大和国 — ямато но куни, «страна Ямато»; 和州 — васю, «провинция Ямато») — историческая провинция Японии в регионе Кинки на острове Хонсю. Соответствует современной префектуре Нара.
В качестве административной единицы Японии провинция Ямато была сформирована в VI веке. До этого времени она была известна как район, в котором в III—IV веках появилась одноимённое государство Ямато, распространившее свою власть на большую часть Японского архипелага.
На протяжении VII века города провинции становились резиденциями императоров. В 710 году её центр, город Нара, стал общеяпонской столицей. В провинции Ямато было построено множество известных буддистских храмов, таких как Хорю-дзи, Якуси-дзи, Тодай-дзи и Кофуку-дзи.
В 716 году из провинции Ямато была выделена провинция (досл. «наместничество») Йосино (яп. 芳野監), но в 738 году она была включена обратно в Ямато.
С переносом столицы в 794 году в Киото, роль Нары и провинции Ямато, по крайней мере — в политической жизни страны, уменьшилась. Однако на протяжении долгого времени они оставались центрами японского буддизма, особенно течения Сингон.
В XVI веке провинцией Ямато владели роды Цуцуи и Мацунага. Однако, со становлением сёгуната Токугава она перешла под прямой контроль центрального правительства.
В результате административной реформы 1871 года провинция Ямато была преобразована в префектуру Нара.

## Уезды
- Соэками (яп. 添上郡);
- Соэдзимо (яп. 添下郡);
- Хэгури (яп. 平群郡);
- Хиросэ (яп. 広瀬郡);
- Кацурагиноками (Кацудзё) (яп. 葛上郡);
- Кацурагиносимо (Кацуге) (яп. 葛下郡);
- Осими (яп. 忍海郡);
- Ути (яп. 宇智郡);
- Ёсино (яп. 吉野郡);
- Уда (яп. 宇陀郡);
- Сикиноками (яп. 城上郡);
- Сикиносимо (яп. 城下郡);
- Такаити (яп. 高市郡);
- Тоити (яп. 十市郡);
- Ямабэ (яп. 山辺郡).